# Sordio
Sordio es una localidad y comune italiana de la provincia de Lodi, región de Lombardía, con 3.079 habitantes.

## Evolución demográfica
| Gráfica de evolución demográfica de Sordio entre 1861 y 2001 |
|                                                              |
| Fuente ISTAT - elaboración gráfica de Wikipedia              |